# Rivière Chibougamau
Pour les articles homonymes, voir Chibougamau (homonymie).
La rivière Chibougamau coule vers l'ouest dans la municipalité Chibougamau, puis de Eeyou Istchee Baie-James dans la région administrative du Nord-du-Québec, au Québec, au Canada.
À partir de sa source, le cours de la rivière traverse successivement les cantons de : Roy, McKenzie, O'Balski, Hauy, Scott, Barlow, Mckenzie, Blainlock, McKenzie, Barlow, Cuvier, Opémisca, Lamarck, Guettard, Saussure, Ribourde, Roncière, Ribourde, Krieghoff, Gand.
La surface de la rivière Chibougamau est habituellement gelée du début novembre à la mi-mai, toutefois la circulation sécuritaire sur la glace se fait généralement de la mi-novembre à la mi-avril.

## Géographie

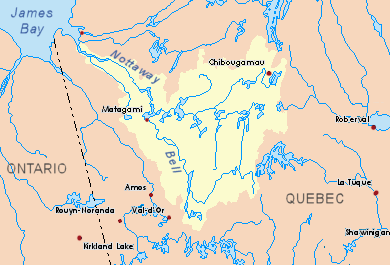
Bassin hydrographique de la rivière Nottaway.

Les bassins versants voisins de la rivière Chibougamau sont :
- côté nord : rivière Maicasagi, rivière Caupichigau, lac Comencho et lac Opataca ;
- côté est : lac Chibougamau, lacs Obatogamau ;
- côté sud : rivière Opawica, rivière Obatogamau ;
- côté ouest : rivière Waswanipi, lac Waswanipi, lac au Goéland.

La tête du bassin versant de la rivière Chibougamau est située au sud du bassin versant du lac Mistassini.
Le lac Chibougamau constitue la source principale de la rivière Chibougamau laquelle coule sur plus de 200 km vers l'ouest en zigzags complexes. L'embouchure du Lac Chibougamau se déverse vers l'ouest dans le lac aux Dorés, situé au sud-est de la ville de Chibougamau. L'embouchure du lac aux Dorés est situé au fond d'une baie au sud du lac, dans le canton d'Obalski.
En coulant vers le sud, la rivière Chibougamau s'évase pour former le lac Merrill, puis la rivière arrose le canton de Scott au nord. Sur son parcours irréguliers, la rivière traverse successivement 12 lacs : Ledden, David, Dulieux, Simon, Scott, Acinitchibastat, Gwillim, Chevrillon, Rush, lac Barlow, Opémisca et Michwacho.
À son embouchure, la rivière Chibougamau converge avec la rivière Opawica (venant du sud-est) pour former la rivière Waswanipi. Ce point de convergence est juste en amont du pont sur la rivière Waswanipi de la route 113 qui relie Chapais à Lebel-sur-Quévillon. Le village de Waswanipi est situé tout près de l'embouchure des deux rivières, sur la rive nord de la rivière Chibougamau.
Sur son parcours, la rivière draine notamment la zone de l'établissement Cri de Oujé-Bougoumou, situé sur la rive nord du lac Opémisca. Ce hameau est situé à 16,3 km (en ligne directe) au nord du village de Chapais. Le sommet du mont Opémisca (altitude : 540 m) est situé à 1,6 km au nord du lac Opémisca et à 4,8 km au nord-ouest de l'établissement Cri de Oujé-Bougoumou.
Après avoir traversé le lac Michwacho, la rivière Chibougamau bifurque vers le nord puis vers l'ouest pour contourner les monts Michwacho (384 m), Roy (492 m), de la Sentinelle Solitaire (390 m) et les collines Pachydermes (361 m).
Il n'est point déraisonnable de croire que les premiers explorateurs et voyageurs se rendant à la baie James ont ignoré la rivière Chibougamau, à cause de son parcours complexe, surtout dans sa partie supérieure. Néanmoins, en 1815, le Rush Lake Post a été établi par la Compagnie de la Baie d'Hudson au lac Chevrillon d'aujourd'hui.

## Toponymie
En 1816, James Clouston de la Compagnie de la Baie d'Hudson dessina une carte de la région, qui fait référence à l'appellation "Capacomou River" pour désigner la rivière Chibougamau.
Le toponyme rivière Chibougamau a été officialisé le 5 décembre 1968 à la Banque des noms de lieux de la Commission de toponymie du Québec, soit lors de sa création.